# César González-Bueno
César González-Bueno Mayer Wittgenstein (Madrid, 1960) és un banquer madrileny, especialista en banca telemàtica. Llicenciat en dret i administració d'empreses per ICADE, va ser executiu a Argentaria i Citibank. Entre 1998 i 2011, va desenvolupar una primera etapa a ING fundant ING Direct a l'Estat Espanyol, a més de ser conseller delegat de l'entitat neerlandesa a Espanya i Portugal i membre del comitè de direcció. Va ser responsable de la creació i la venda d'EVO i va reestructurar Novagalicia Banco abans de la seva venda a Abanca. El 2014, va ser nomenat conseller delegat del Gulf Bank of Kuwait. La seva segona etapa a ING va ser entre 2017 i 2019, quan va ser nomenat conseller delegat del banc a Espanya i Portugal. El març de 2020 es va vincular al Banc Sabadell com a conseller de la filial britànica TSB.
El desembre de 2020, després del fracàs de la fusió entre el BBVA i Banco Sabadell fou nomenat conseller delegat del Banc Sabadell en substitució de Jaume Guardiola i Romojaro. El 2021, primer any de González-Bueno en el càrrec, el Banc Sabadell va incrementar considerablement els seus beneficis empresarials.